# Svemirski teleskop Spitzer
Svemirski teleskop Spitzer je infracrveni teleskop, što znači da radi u infracrvenom dijelu spektra. Obični teleskopi rade u vidljivom dijelu spektra ali oni ne mogu vidjeti iza oblaka plina i prašine koji nam smetaju da vidimo dalje prema središtu naše galaktike ili kroz neka druga za obične teleskope nevidljiva područja.
Teleskop za istraživanje u infracrvenom spektru mora biti smješten u Zemljinoj orbiti jer Zemljina atmosfera upija infracrveno zračenje tako da bi bilo nemoguće sa Zemlje istraživati u infracrvenom dijelu spektra.

## Sustav
Infracrveni dio spektra je onaj dio koji mi osjećamo kao toplinu pa teleskop Spitzer mora biti ohlađen na temperaturu blizu apsolutne nule.
Kako je temperatura svemira bliska apsolutnoj nuli ali ipak malo viša, teleskop se koristi novim načinom rashlađivanja. On se hladi s 360 litara tekućeg helija. S takvom količinom helija bi se mogao hladiti 5 godina.
Teleskop od 850 mm omogućuje pogled u dubine svemira, a ima i tri instrumenta visoke osjetljivosti hlađena također tekućim helijem.

## Lansiranje
Lansiran je uz pomoć rakete Delta II 25. kolovoza 2003. Lansiran je s Cape Canaverala s Floride s 4 mjeseca zakašnjenja. 

## Početak misije
Prije nego mu je počela misija Spitzer (SIRTF) je prošao kroz probni period od 90 dana. U tom periodu je bila isprobana sva oprema na teleskopu i napokon početkom 2004. godine je počela misija i objavljene su prve slike napravljene s teleskopom.

## Kraj misije
Spitzerova misija je završila 30. siječnja 2020.

## Vanjske poveznice
- http://www.spitzer.caltech.edu/
- http://www.spitzer.caltech.edu/about/index.shtml  Arhivirana inačica izvorne stranice od 6. lipnja 2010. (Wayback Machine)
- http://ssc.spitzer.caltech.edu/